# Andriy Raïkovytch
Andriy Raïkovytch (en ukrainien : Андрій Павлович Райкович), né le 7 avril 1956 dans la ville de Tallinn, est un homme politique ukrainien.

## Biographie
Il est le gouverneur de l'oblast de Kirovohrad depuis le 7 mars 2022. Il a été maire de Kropyvnytskyï de 2015 à 2022.